# Danh sách sản phẩm của Heckler & Koch
Đây là danh sách tất cả các sản phẩm vũ khí được sản xuất bởi Heckler & Koch, một nhà sản xuất vũ khí phòng thủ của Đức với các công ty con trên toàn thế giới. Nó bao gồm các sản phẩm quân sự, thử nghiệm và được phát triển đầy đủ, cũng như những sản phẩm được sản xuất theo giấy phép.

## Súng trường dân sự
| Ảnh | Mẫu                        | Biến thể          |
| --- | -------------------------- | ----------------- |
|     | HK MR556                   |                   |
|     | HK 41 (Súng trường dự trữ) | HK 91             |
|     | HK 43                      | HK 93             |
|     | HK SL6                     | HK 630            |
|     | HK SL7                     | HK 940, HK 770    |
|     | HK SL8                     | HK SL8-4          |
|     | HK SR9                     | HK SR9T, HK SR9TC |

## Súng phóng lựu
| Ảnh | Mẫu                      | Biến thể                  |
| --- | ------------------------ | ------------------------- |
|     | HK 69                    | HK 69A1, HK 79            |
|     | Heckler & Koch AG-C/EGLM |                           |
|     | AG36                     | HK AG-C (L17A1), HK XM320 |
|     | HK GMG                   |                           |

## Súng máy
| Ảnh | Mẫu                             | Biến thể               |
| --- | ------------------------------- | ---------------------- |
|     | HK 21                           | Nhiều biến thể         |
|     | HK MG4                          | (trước đây là HK MG43) |
|     | HK MG5                          | (trước đây là HK121)   |
|     | Súng trường Tự động Bộ binh M27 |                        |

## Súng ngắn
| Ảnh | Mẫu                                                      | Biến thể                                                        |
| --- | -------------------------------------------------------- | --------------------------------------------------------------- |
|     | HK4                                                      | P11                                                             |
|     | HK VP70                                                  | HK VP70M, HK VP70Z                                              |
|     | HK P9                                                    | HK P9S, HK P9K                                                  |
|     | HK P7                                                    | HK PSP, HK P7M8, HK P7M13, HK P7M10, HK P7K3, HK P7M7, HK P7PT8 |
|     | HK USP                                                   | Nhiều biến thể                                                  |
|     | HK Mark 23 (còn được gọi là Mark 23 Mod 0 hoặc HK SOCOM) |                                                                 |
|     | HK P2000                                                 | HK P2000SK                                                      |
|     | HK P30                                                   | P30L, P30SK                                                     |
|     | HK45                                                     | HK45C Compact                                                   |
|     | HK VP9                                                   | VP40                                                            |

## Súng trường
| Ảnh | Mẫu    | Biến thể |
| --- | ------ | --- |
|     | HK A2  | L85A2 |
|     | HK 416 | HK416 D10RS (Nòng cỡ 10.4"), HK416 D145RS (Nòng cỡ 14.5"), HK416 D165RS (Nòng cỡ 16.5"), HK416 D20RS (Nòng cỡ 20") |
|     | HK 417 | Tấn công (Nòng cỡ 12"), Trinh sát (Nòng cỡ 16"), Bắn tỉa (Nòng cỡ 20")                                             |
|     | G3     | Nhiều biến thể |
|     | HK33   | Nhiều biến thể |
|     | G36    | HK G36C (Gọn nhẹ), HK G36V, HK G36K (Ngắn), HK G36KV (Ngắn)                                                        |
|     | G41    | HK G41A2, HK G41KA3, HK G41TGS                                                                                     |
|     | G11    | Súng máy (MG11) Vũ khí phòng vệ cá nhân (G11 PDW)                                                                  |
|     | M27    | Súng trường Tự động Bộ binh                                                                                        |

## Shotgun
|  | Ảnh    | Mẫu                           | Biến thể |
|  | HK FP6 | HK 40621CF, HK 40621T (Entry) |          |

## Súng trường bắn tỉa
| Ảnh | Mẫu     | Biến thể      |
| --- | ------- | ------------- |
|     | HK PSG1 | PSG1A1, MSG90 |

## Súng tiểu liên
| Ảnh | Mẫu                              | Biến thể                    |
| --- | -------------------------------- | --------------------------- |
|     | MP5                              | Nhiều biến thể              |
|     | MP7                              | HK MP7A1, HK MP7SF          |
|     | UMP (Universal Maschinenpistole) | HK UMP9, HK UMP40, HK UMP45 |

## Đạn
- HK 4.6×30mm

## Các loại súng khác

### Súng bắn pháo sáng
- EFL
- P2A1

### Súng nghi thức
- Heckler & Koch Saluting Gun M635

### Súng ngắn bắn dưới nước
- HK P11

## Nguyên mẫu

### Súng ngắn
- HK P46 (trước đây là UCP - Universal Combat Pistol)

### Súng tiểu liên
- SMG I & SMG II
- HK MP5 PIP
- MP2000

### Súng trường
- HK 32 (7.62×39 mm nguyên mẫu)
- HK 36 (4.6×36 mm Prototype)
- Heckler & Koch G11/Heckler & Koch ACR
- WSG2000
- Heckler & Koch cũng là một nhà thầu cho các dự án XM29 và XM8 (cả hai đều được thực hiện vào năm 2005), cũng như XM25.
- Heckler & Koch HK123 (5.62)

### Shotgun
- HK CAWS